# Felimare olgae
Felimare olgae is een slakkensoort uit de familie van de Chromodorididae. De wetenschappelijke naam van de soort is voor het eerst geldig gepubliceerd in 2007 door Ortea & Bacallado.